# Persipán

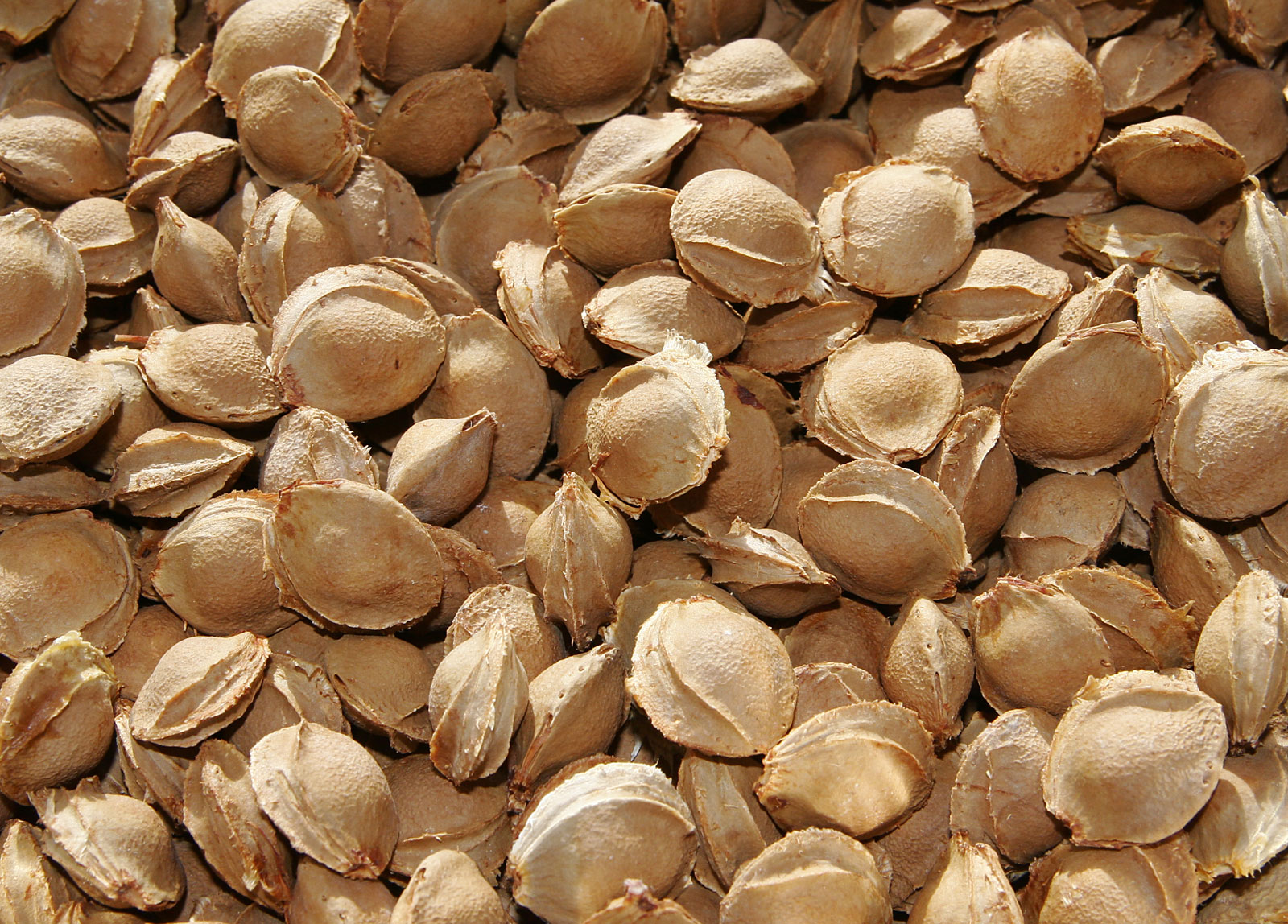
Meruňková jádra

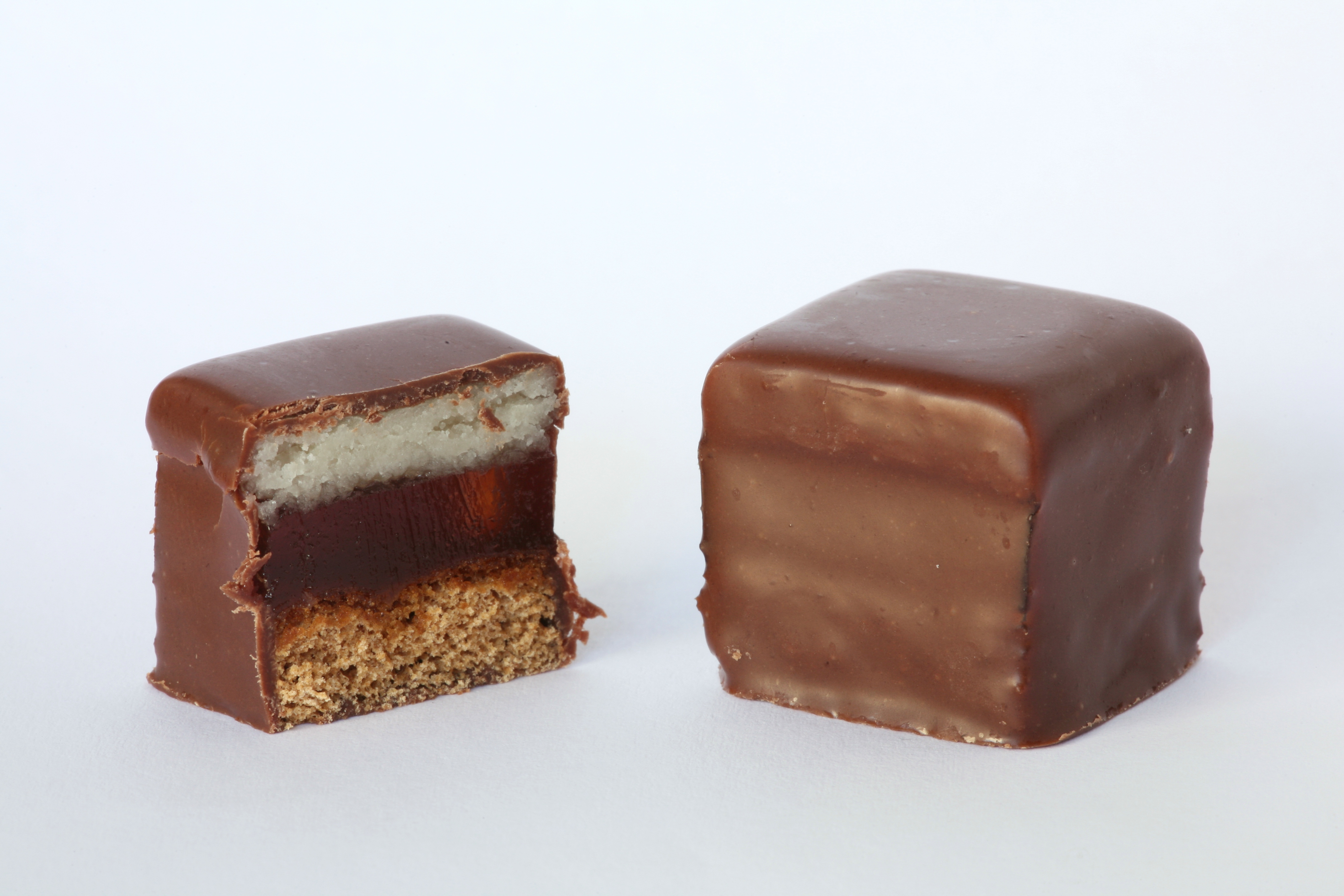
Bílá vrstva persipánu na řezu cukrovinkou

Persipán (lat. persicum + marcipán) je cukrářská hmota, která se vyrábí smícháním rozemletých meruňkových nebo broskvových jader a cukru, v poměru 40 % mletých jader a 60 % cukru. Původně se používal jako finančně dostupnější náhražka marcipánu. Chuťově se od marcipánu nepatrně liší, proto ho mnohdy jedí i lidé, kterým marcipán nechutná.
Persipán se používá především k výrobě cukrovinek např. jako náplň do pralinek či čokoládových tyčinek, nebo při výrobě moučníků např. německé štóly. Samostatně se na rozdíl od marcipánu prakticky nekonzumuje.
Meruňková i broskvová jádra obsahují přírodní glykosid amygdalin, který v reakci s vodou produkuje vysoce toxický kyanovodík, je proto nutné amygdalin z jader před jejich použitím v potravinářství odstranit.